# チチュウカイイシガメ
チチュウカイイシガメ（Mauremys leprosa）は、爬虫綱カメ目イシガメ科イシガメ属に分類されるカメ。イシガメ属の模式種。

## 分布
アルジェリア北東部、スペイン、チュニジア、フランス南部、ポルトガル、モロッコ、リビア北西部

## 形態
最大甲長25センチメートル。オスよりもメスの方が大型になり、オスは通常では甲長20センチメートル以上に達することはない。背甲は扁平で、上から見ると中央部よりやや後方で最も幅が広い細長い楕円形。椎甲板にあまり発達しない筋状の盛り上がり（キール）がある。縁甲板は鋸状にならない。種小名leprosaは「らい病の」の意で、模式標本となった個体の甲板の継ぎ目（シーム）にらい病ではないものの感染症を患っていたことに由来する。背甲の色彩はオリーブ色や灰褐色・褐色で、甲板ごとに暗色や明色の斑紋が入る個体が多い（成体では不明瞭となる個体が多い）。腹甲は大型で細長い。喉甲板は突出せず、左右の喉甲板の間には切れこみが入らない。左右の肛甲板の間には浅い切れこみが入る。腹甲の色彩は全体が暗色か、色彩は明色で甲板ごとに暗色斑が入る。成体は腹甲全体が明色になる個体もいる。
頭部は中型。吻端はわずかに突出し、上顎の先端は凹まない。頭部の色彩は淡黄褐色やオリーブ色・暗褐色。眼と鼓膜の間には明色の斑点が1つだけ入るか、やや不規則な筋模様や斑点がいくつか入る。老齢個体ではこれらの斑紋が消失する事もある。指趾の間には水かきがあるが、カスピイシガメやギリシャイシガメと比較するとあまり発達しない。頸部や四肢の色彩は淡い黄褐色やオリーブ色・灰色。頸部にはやや太い明色の筋模様が入る。若齢個体では頸部や四肢には明色の斑点が入る個体もいるが、細い筋模様が密に入ることはない。
卵は長径2.58 - 4.04センチメートル、短径1.81 - 3.49センチメートル。幼体はキールが明瞭だが、成長に伴いキールは不明瞭になる。

## 分類
1996年に6亜種が記載され、以前は8亜種とする説もあった。これらの多くの亜種が生きているときの色彩を元に記載されたが、個体変異が大きいこと・中間的な個体が多いこと・亜種ごとの識別形態も若齢個体では明瞭であるものの成体になると変化することなどから、多くの亜種を無効とする説が有力とされる。ミトコンドリアDNAシトクロムbの分子系統推定でも多くの亜種の有効性は否定する解析結果が得られている。
以下の分類・和名・英名・分布・形態は安川（2007）に従う。
Mauremys leprosa leprosa (Schweigger, 1812)　スペインイシガメ Nothern Mediterranean pond turtle
スペイン、フランス南部、ポルトガル、モロッコ（アトラス山脈北側斜面）
第1椎甲板や肋甲板には不明瞭な楕円状の明色斑が入る。腹甲には甲板ごとに大型の暗色斑が入り、繋がる個体が多い。腹甲全体が暗色斑で覆われる個体もいる。
Mauremys leprosa saharica Schleich, 1996　サハライシガメ Sahara pond turtle
アルジェリア北東部、チュニジア、モロッコ（アトラス山脈南側斜面以南）、リビア北西部
第1椎甲板や肋甲板にはやや明瞭かつ複雑な明色斑が入る。腹甲には甲板ごとにやや小型の暗色斑が入るが、繋がらない個体が多い。

## 生態
河川や、湖沼、池、湿原、溜め池などに生息する、汽水域に生息する個体もいる。乾季に干上がる水場にも生息することもあり、アフリカ大陸北部の個体群は乾季に泥中で休眠する個体もいる。ヨーロッパ個体群のうち北部個体群は冬季に冬眠する。
食性は動物食傾向の強い雑食で、魚類、カエルやその幼生、昆虫、水棲の無脊椎動物、水生植物、藻類などを食べる。大型個体は幼体を共食いすることもある。地上でも水中でも採食を行う。
繁殖様式は卵生。3 - 4月に交尾を行う。5 - 6月に木の根元の砂地などに穴を掘り、1回に4 - 13個の卵を産む。卵は65 - 75日で孵化するが、最短で25日で孵化した例もある。

## 人間との関係
ヨーロッパでは採集や輸出が厳しく制限されている。特にフランス個体群は保護区に集められ、繁殖プログラムが進められている。
ペットとして飼育されることもあり、日本にも輸入されている。過去には1980年代にエジプトからの輸入例（リビア産と考えられている）や、モロッコ産とされる個体が輸入された例がある。